# Yang Xinhai
Yang Xinhai, conosciuto anche come Yang Zhiya, Yang Ganggang e Yang Liu (Zhumadian, 17 luglio 1968 – Henan, 14 febbraio 2004), è stato un serial killer cinese, tra i più prolifici della Cina insieme a Hu Wanlin; ha ucciso 67 persone.
I suoi crimini efferati gli hanno valso il soprannome di Monster Killer.

## Biografia

### Inizi
Yang Xinhai (in cinese 杨新海) nacque in una famiglia molto povera a Zhumadian il 17 luglio 1968. Era il più giovane di quattro figli; aveva due fratelli e una sorella. Veniva considerato come una persona tranquilla, intelligente, che aveva l'hobby di dipingere ma introversa. Nel 1985 lasciò la scuola e decise non tornare più dalla sua famiglia, ma di iniziare a guadagnarsi da vivere facendo piccoli lavori saltuari sotto assunzione. Inizialmente si mise a lavorare in una miniera di carbone. Nel 1988 venne arrestato con l'accusa di furto con scasso e condannato ai lavori forzati nel campo di Xi’an, nello Shaanxi. Uscito di prigione, nel 1991 venne nuovamente arrestato con la stessa accusa e condannato ad altri lavori forzati nel campo di Shijiazhuang, in provincia di Hebei.

### Omicidi
Nel 1996 mostrò i primi segni di squilibrio quando provò a stuprare una persona. Fu quindi condannato a cinque anni di carcere e rinchiuso nella prigione di Zhumadian, in provincia di Henan, ma ne uscì nel 1999, circa tre anni dopo. In questo periodo si trovò una ragazza che, quando scoprì che Yang era stato imprigionato per stupro, lo lasciò nel 2000. Forse fu questa la molla che gli fece scattare la voglia di uccidere. Gli omicidi iniziarono il 19 settembre dello stesso anno (giorno in cui ne compì 2) e finirono tre anni dopo, l'8 agosto del 2003 (giorno in cui ne compì 5). Avvennero quasi tutti nelle province di Henan, Anhui, Hebei e Shandong. Durante tutto il periodo uccise un totale di 67 persone tra uomini, donne e bambini. Tempo dopo avrebbe giustificato le sue azioni così: "Quando uccido qualcuno sento che voglio (uccidere) di più; questo mi spinge a uccidere di nuovo. Io non mi chiedo se le persone che uccidono meritino o meno di vivere, non è un mio problema… non ho nessun desiderio di far parte di questa società. La società non è una mia preoccupazione"; "Uccidere la gente è normale, niente di grave". Xinhai quindi, forse a seguito del carcere, odiava la sua società. Alcuni media sostennero anche che Xinhai provasse piacere nell'omicidio e nello stupro. L'idea che fosse impazzito solo dopo che la sua ragazza lo lasciò è stata generalmente poco accreditata.
Il suo modus operandi era il seguente: aspettava che calasse la notte, poi si introduceva di nascosto nelle case isolate altrui (specialmente in quelle di famiglie semplici, ad esempio agricoltori) nelle zone rurali dei villaggi, per poi ucciderne tutti gli occupanti. Talvolta uccideva l'intera famiglia, usando asce, mannaie, martelli e badili. Mentre gli uomini e i bambini venivano subito uccisi, le donne erano prima violentate e assassinate successivamente. In molti altri casi commise degli abusi sessuali sul cadavere. Yang durante gli omicidi cercava di occultare alcune prove del suo passaggio, ad esempio vestendosi in modo diverso ogni volta che colpiva e indossando scarpe più grosse della sua taglia: così facendo gli eventuali testimoni non l'avrebbero riconosciuto e, se avesse lasciato tracce di suole in giro, avrebbe sviato le indagini. Per spostarsi da un luogo all'altro per non dare nell'occhio usava una bicicletta. Durante la sua "carriera" omicida venne arrestato diverse volte per induzione alla prostituzione, ma fu rilasciato su cauzione. Yang, a parte per l'unica eccezione delle incarcerazioni precedenti, era infatti insospettabile.

### Lista di omicidi
- 19 settembre 2000, due omicidi;
- 1º ottobre 2000, tre omicidi e uno stupro;
- 15 agosto 2001, tre omicidi e uno stupro;
- Verso la fine del 2001, due omicidi;
- Inverno del 2001, due omicidi;
- 6 gennaio 2002, cinque omicidi e uno stupro;
- 27 gennaio 2002, tre omicidi e uno stupro;
- 30 giugno 2002, quattro omicidi e uno stupro;
- 28 luglio 2002, quattro omicidi e due stupri;
- 22 ottobre 2002, un omicidio, due feriti gravi, uno stupro;
- 8 novembre 2002, quattro omicidi, un ferito grave, due stupri;
- 16 novembre 2002, un omicidio, due stupri;
- 19 novembre 2002, due omicidi;
- 1º dicembre 2002, un omicidio, due feriti gravi, uno stupro;
- 13 dicembre 2002, due omicidi;
- 15 dicembre 2002, tre omicidi e uno stupro;
- 5 febbraio 2003, tre omicidi, un ferito grave, uno stupro;
- 18 febbraio 2003, quattro omicidi e due stupri;
- 23 marzo 2003, quattro omicidi e uno stupro;
- 2 aprile 2003, due omicidi;
- 5 agosto 2003, tre omicidi;
- 8 agosto 2003, cinque omicidi.

### Arresto
Yang Xinhai fu arrestato a Cangzhou, nella provincia di Hebei, attorno alle 10 del mattino del 3 novembre 2003. L'arresto scattò per caso: alcuni poliziotti, che stavano facendo un banale controllo di routine, lo avvistarono e trovarono qualcosa di sospetto nel suo comportamento; Xinhai provò a scappare, ma fu subito preso. Al momento dell'arresto possedeva 500 Yuan, un coltello e non aveva la carta d'identità. Fu quindi portato in centrale; lì gli agenti notarono la somiglianza con l'identikit, scoprirono i suoi gravi precedenti e lo collegarono a una serie enorme di omicidi avvenuti nell'area. Infatti, dopo alcuni accertamenti, si scoprì che Xinhai era ricercato per omicidio in quattro diverse province.
L'uomo venne sottoposto immediatamente ad esami dei fluidi corporei e del sangue. La scientifica confermò che il suo DNA era compatibile con quello trovato in diverse scene del crimine e su dei capelli. Più tardi si scoprì che Xinhai aveva contratto l'HIV da una delle sue vittime. Egli, senza troppi problemi, iniziò a confessare e, la sera del 5 novembre, ammise di aver compiuto 65 omicidi. Se non fosse stato arrestato, si sarebbe recato a Pechino e in un'altra contea per continuare ad uccidere. Fu quindi incarcerato sotto una pesante sorveglianza. Scoppiò così il caso mediatico e rapidamente si guadagnò dalla stampa il soprannome di Monster Killer.

### La fine
Il Mostro Assassino venne processato nella corte di Luohe, in provincia di Henan; contro di lui c'era un verbale di più di 100 pagine. Il processo si svolse a porte chiuse: furono ammesse poche persone. I parenti delle vittime e del killer non erano presenti. Il 1º febbraio 2004, in meno di un'ora, fu trovato colpevole di 67 omicidi (due in più di quelli confessati da lui) ai danni di adulti, donne e minori, di 23 stupri, di svariate rapine e 10 ferimenti. Pochi fortunati, anche se in gravissime condizioni, si salvarono dalla sua furia.
Condannato a morte per ognuno dei reati a lui iscritti, Yang Xinhai fu giustiziato nel carcere di Henan con un colpo di fucile sparatogli alla nuca il 14 febbraio 2004. I suoi beni gli furono espropriati. Il suo avvocato difensore disse che Xinhai aveva rinunciato al suo diritto di ricorrere in appello. Dal giorno del suo arresto erano trascorsi poco più di tre mesi.